# Kinga Barbara Habsbursko-Lotrinská
Kinga Barbara Habsbursko-Lotrinská (celým jménem: Kinga Barbara Maria Carlota Jakobea Marcus d'Aviano Balthasara; * 13. října 1955, Guttenberg) je arcivévodkyně rakouská, princezna uherská a česká, provdaná baronka z Erffa.

## Život
Narodila se 13. října 1955 v Guttenbergu jako dcera arcivévody Felixe Habsbursko-Lotrinského a jeho manželky arcivévodkyně Anny-Eugénie von Arenberg.
Dne 3. června 1985 (civilní sňatek) se v bavorském Ahornu vdala za barona Wolfganga Huberta von Erffa. Církevní sňatek proběhl 8. června 1985 v belgickém Perku. Spolu mají pět dětí:
- baronesa Zita von Erffa (nar. 6. září 1986)
- baron Hubert Laszlo von Erffa (nar. 28. května 1988)
- baronesa Maria Assunta von Erffa (nar. 12. srpna 1990)
- baronesa Maria-Isabel von Erffa (nar. 22. ledna 1993)
- baronesa Constanza von Erffa (nar. 23. října 1999)

## Tituly a oslovení
- 13. října 1955 – 3. června 1985: Její císařská a královská Výsost Kinga Barbara, arcivévodkyně rakouská, královská princezna uherská a česká
- od 3. června 1985: Její císařská a královská Výsost Kinga Barbara, arcivévodkyně rakouská, královská princezna uherská a česká, baronka z Erffa